# Анание Явашов
 Тази статия е за просветния деец.  За внука му актьора вижте Анани Явашев.  
Анание Иванов Явашов е български просветен деец и учен – археолог, ботаник, химик, академик на БАН.

## Биография
Роден е в Разград през 1855 г. в семейството на Тодора и Иван Явашчата, на които посвещава един от по-късните си трудове. За свой първи контакт с археологията Анание Явашов посочва разкопките на могила близо до Хисарлъшката крепост през 1869 г. През 1884 г. следва и завършва специалност индустриална химия в Чешкото висше техническо училище в Прага, Австро-Унгария. Явашов е народен представител и секретар на Третото велико народно събрание (1886 – 1887). През по-голямата част от живота си е учител и училищен инспектор.
Изучава българската флора и публикува в Периодическо списание на Българското книжовно дружество изследването си „Принос за познаване на българската флора“, което е първият български научен труд в тази област. От 1898 г. е дописен член, а от 1900 г. – действителен член (академик) на Българското книжовно дружество, преименувано (1911) на Българска академия на науките.
Съосновател на Варненското археологическо дружество в началото на юни 1902 г. Интересът му към историята на района край Разград го мотивира да започне археологически разкопки на Хисарлъшката крепост. Събраните материали прибира, подрежда и съхранява в Разградската гимназия, с което поставя началото на музейното дело в града. Публикува ги в Български Алманах през 1894 г., в Юбилейния сборник на Читалище „Развитие“ – Разград и в Годишника на Разградското археологическо дружество.
Академик Анание Явашов е обявен е за почетен член на читалището в Разград през 1934 г. Той е председател на читалищното настоятелство в три мандата. По негова инициатива и под негово ръководство са извършени първите по-значителни разкопки на Хисарлъшкото кале край Разград. Резултатите и събраните материали от проучванията са публикувани в Юбилейния сборник на читалище „Развитие“ за 35-годишния юбилей, както и в книгата на Явашев „Разград, неговото археологически и историческо минало“.
Днес край руините на древния Абритус се издига негов паметник, а признателните разградчани са го обявили за свой почетен гражданин.
Явашов умира през 1934 година.

## Семейство
Като студент в Прага се запознава с чеха Вацлав Трунечек. След завършването на образованието си Явашов се жени за сестра му Антонина Трунечекова, пианистка в 1884 г.
Анание Явашов има осем деца, сред които:
- Дора Явашева, омъжена за видния български политик Иван Багрянов;
- Владимир Явашев, инженер и индустриалец, женен за Цвета Димитрова, родена в Солун, дъщеря на македонски търговец.

Внуци на акад. Явашов от сина му Владимир са:
- Анани Явашев (1932 – 2022), актьор;
- Христо Явашев (1935 – 2020), художник;
- Стефан Явашев (р. 1938), инженер-химик.